# 日本全国ヤロメロどん!
日本全国ヤロメロどん!（にっぽんぜんこく - ）はラジオたんぱ（現・ラジオNIKKEI ＝ 日経ラジオ社）の月曜日から金曜日16:00 - 18:00、土曜日17:00 - 18:00の時間帯で放送されていたラジオ番組。
1983年4月から1985年3月まで放送した。

## 概要
それまで『ヤロウどもメロウどもOh!』『ヤロメロジュニア出発進行!』の2番組に分かれていた、通称『ヤロメロワイド』を各曜日1番組に再編してスタート、引き続き東京本社の公開放送用スタジオ・第0スタジオからの生放送だった。
番組テーマ曲はメイナード・ファーガソンの『デ・ジャブー』（アルバム『ハリウッド』（コロムビア・レコード、1982年）収録）。
大橋照子、斉藤洋美、小森まなみの『たんぱ三人娘』は揃って前番組から続投、大阪支社スタジオからの放送だった通称『大阪ヤロメロ』も東京、大阪両スタジオからの二元中継という形で続行された。しかし『大阪ヤロメロ』は1983年10月改編をもって終了、時を同じくして斉藤洋美もヤロメロを卒業した。1984年3月には土曜日の放送が終了している。
そして、1976年4月にスタートした『ギャング・パーク』以降、約9年間にわたりラジオたんぱのこの時間を支えてきた大橋照子が、当時銀行に勤めていた配偶者の転勤に同行するため、アメリカ・サンフランシスコへ渡ることになり、1985年2月28日の放送をもって降板。第0スタジオは別れを惜しむリスナーで超満員となり、その後、隣のビルにあるホールで送別会を行うほどの盛況振りとなった。そして、たんぱ三人娘で一人残った小森まなみがこの後番組『はしゃいで○○大放送』を支える存在となってゆく。

## パーソナリティ
月曜日
- 小森まなみ（1983年4月 - 1983年9月、 金曜日へ移動）
- 三ツ矢雄二（1983年10月 - 1985年3月）

火曜日
- 水島裕、中尾隆聖（1983年4月 - 1984年3月）
- 水島裕（1984年4月 - 1985年3月）

水曜日
- 小島規子、海野いづみ（1983年4月 - 9月）
- 荒木かおる （大阪支社からの放送、1983年4月 - 9月）
- 鳥越マリ、小島規子（1983年10月 - 1984年3月）
- ヤロメロたんぱーす（井出純子、佐々木朱美、鈴木緑　1984年4月 - 1985年3月）
  - この他、春風亭昇八（現・春風亭昇太）もレギュラー出演した。

木曜日
- 大橋照子（1983年4月 - 1985年2月28日）
- 田渕真佐子（大阪支社からの放送、1983年4月 - 9月）
- 小森まなみ（1985年3月中は金曜日と兼任）

金曜日
- 斉藤洋美（1983年4月 - 9月）
- 小森まなみ（1983年10月 - 1985年3月）

土曜日
- 鷲津育代、大富弘恵（1983年4月 - 1984年3月）